# Cratere Ta-urt
Ta-urt è un cratere sulla superficie di Ganimede.